# Ransom Canyon
Ransom Canyon é uma cidade  localizada no estado norte-americano do Texas, no Condado de Lubbock.

## Demografia
Segundo o censo norte-americano de 2000, a sua população era de 1011 habitantes.
Em 2006, foi estimada uma população de 1071, um aumento de 60 (5.9%).

## Geografia
De acordo com o United States Census Bureau tem uma área de
2,5 km², dos quais 2,2 km² cobertos por terra e 0,3 km² cobertos por água.

## Localidades na vizinhança
O diagrama seguinte representa as localidades num raio de 24 km ao redor de Ransom Canyon.